# Кратингдаенггим, Пунсават
Пунсават Кратингдаэнгджим (тайск. พูนสวัสดิ์ กระทิงแดงยิม), имя при рождении Пракорб Удомна, род. 20 ноября 1980 года Саконнакхон, Таиланд) — тайский боксёр-профессионал, выступающий во второй легчайшей весовой категории (англ. Super bantamweight). Чемпион мира (по версии WBA, вторая легчайшая 2009—2010).

## Профессиональная карьера
Кратингдаэнгджим дебютировал на профессиональном ринге в июне 2001 года. Уже в четвёртом поединке завоевал титул PABA во втором легчайшем весе. Защитил титул 17 раз, параллельно взяв ещё один второстепенный титул, WBA Fedelatin в 2003 году.
С 22 победными боями на профессиональном ринге в августе 2005 года раздельным решением судей победил панамца, Рикардо Кордобу (25-0), и завоевал временный титул чемпиона мира по версии WBA.
15 июля 2006 года, Кратингдаэнгджим вышел на ринг с действующим чемпионом WBA, украинцем, Владимиром Сидоренко. Сидоренко победил по очкам и нанёс тайцу первое поражение в карьере.
После поражения, Пунсоват снова завоевал титул PABA и многократно защитил его.
30 апреля 2009 года таец нокаутировал венесуэльца, Рафаэля Эрнандеса и снова завоевал временный титул чемпиона мира по версии WBA. 26 сентября 2009 года нокаутировал в 3-м раунде, ирландца Бернарда Дюнне (28-1), и завоевал полноценный титул чемпиона мира.
В октябре 2010 года, в третьей защите титула, проиграл чемпионский пояс по очкам японскому боксёру Реру Ли Ли (16-1).
После второго поражения провёл 7 убедительных победных боёв, и стал следующим претендентом на титул непобеждённого кубинского боксёра, двукратного олимпийского чемпиона, Гильермо Ригондо (11-0).
За два дня до поединка Кратингдаэнгджим провалил тест крови, была проведена повторная проба, которая также вызвала отклонения в анализе. Супруга Пунсовата утверждала что это связано с генетической особенностью эритроцитарной патологии, вызванной талассемией, которой страдает её супруг.
Через день стало известно, что у Пунсовата ВИЧ.
В январе 2013 года Пунсават объявил о завершении спортивной карьеры.